# Критериум дез Ас
Критериум дез Ас (фр. Critérium des As, рус. Критериум асов) — велогонка, с 1921 по 1990 год проводившаяся во Франции. Обычно проходила в конце года, а участие в ней принимали по приглашению лучшие гонщики сезона. Участники соревновались в гонке за лидерами, которые ехали на тандемах или на специальных мотоциклах.

## История
Предшественником гонки был Критериум де ла резистантс (фр. Critérium de la resisistance) проведённый в 1920 году по маршруту Бордо — Париж (Лоншан) — Бордо протяженностью 1208 километров, победителем которого стал бельгиец Луи Моттья с результатом 56 часов 48 минут.
В следующем году лучшие гонщики сезона были приглашены для участия в Критериум дез Ас, маршрут которого состоял из 27 кругов по 3,63 км на ипподроме Лоншан. Гонка довольно быстро стала популярной. Перед Второй мировой войны за критериумом наблюдали до шести тысяч зрителей. С 1939 по 1946 год гонка проводилась лишь однажды — в 1943 году. Вокруг трассы были установлены зенитные орудия для защиты завода Рено в Булони.
Журналист Рене де Латур, принимавший участие в организации гонки и ставший её директором, ещё во время войны задумался о смене правил с целью сделать соревнование более захватывающей. В 1943 году он сказал:

Тандемы обеспечивали больше прикрытия, едущим за ними гонщикам, что делало гонку более зрелищной. Каждый из гонщиков имел в своем распоряжении четыре или пять тандемов, и было приятно наблюдать, как гонщик освобождался от тандема при его смене. Если вы поговорите со старыми поклонниками велогонок, они с сожалением скажут вам, что гонки были действительно красивыми во времена тандемной гонки, и что ничто так и не заменило их. Должен сказать, что я тоже так думаю.
Оригинальный текст (англ.)The tandems gave more shelter and the race became more and more spectacular. Each of the selected riders had four or five tandems at his disposal, and it was a lovely sight to see the relieving tandem taking over from the 'double' that had just completed its allotted spell. If you talk to the older bike fans, they will tell you regretfully that racing was really beautiful to watch in the days of tandem-pacing and that nothing had ever really replaced them. I must say that I think that way, too." René de Latour

Реализовать замысел Латуру удалось через четыре года — в 1947 году, когда одиночные пейсеры, за которыми следовали гонщики, были заменены тандемами, триплетами, мотоциклами и, наконец, специальными легкими мотоциклами Дерни.
Обычно соревнование проводилось в Париже, но трижды гонка проходила за пределами Франции: в Нидерландах и в Швейцарии.
В последний раз гонка проводился в 1990 году. В 1991 году она была заменена на Ру д'ор дез Ас (фр. Roue d'Or des As). В Амстердаме с 1991 по 2000 год проводилась идентичная гонка за дерни под названием Amsterdam RAI Dernyrace, которая была включена в календарь UCI.
В 1950-е годы по мотивам гонки была выпущена настольная игра.

## Призёры

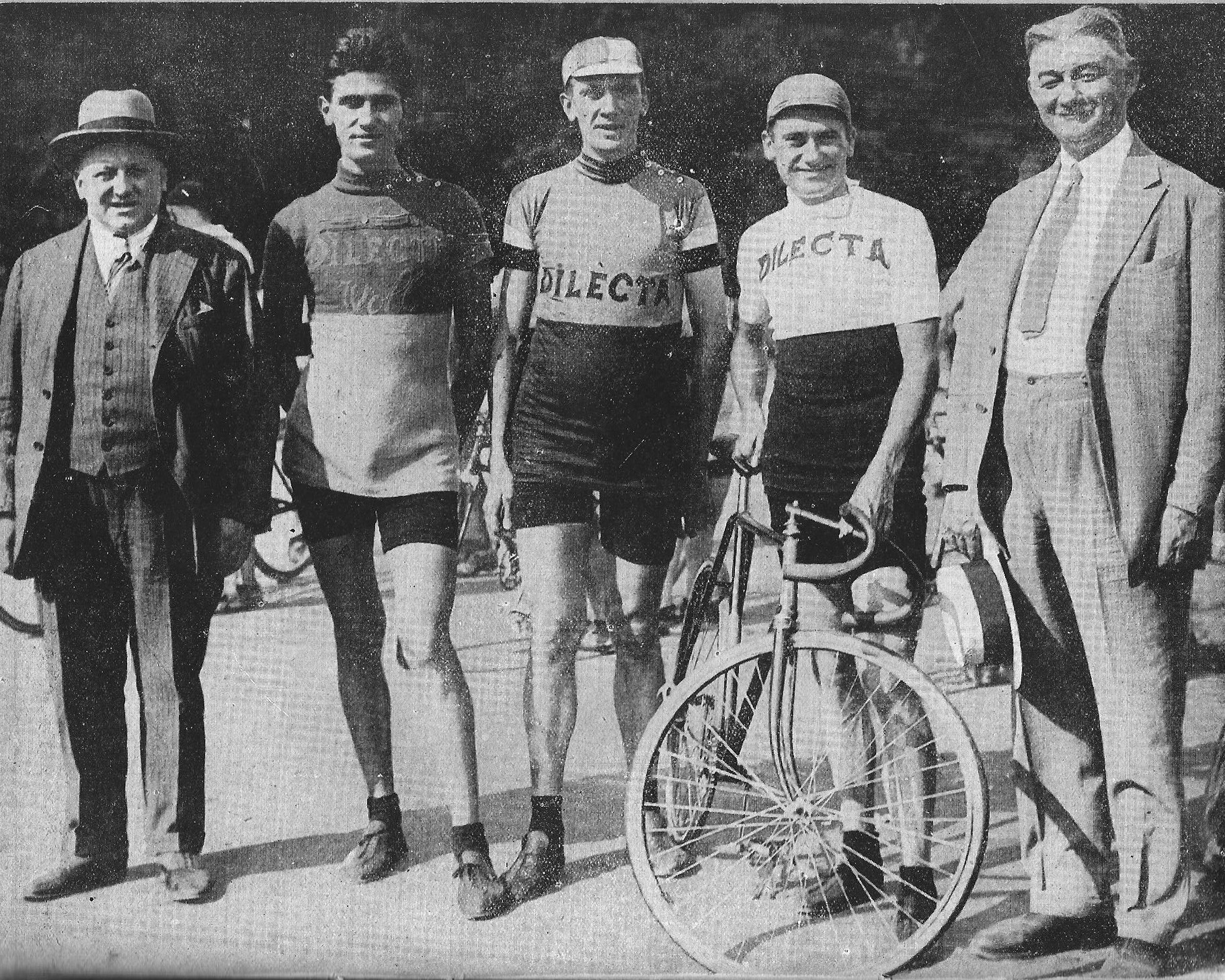
Братья Франсис и Шарль Пелиссье на гонке 1926 года

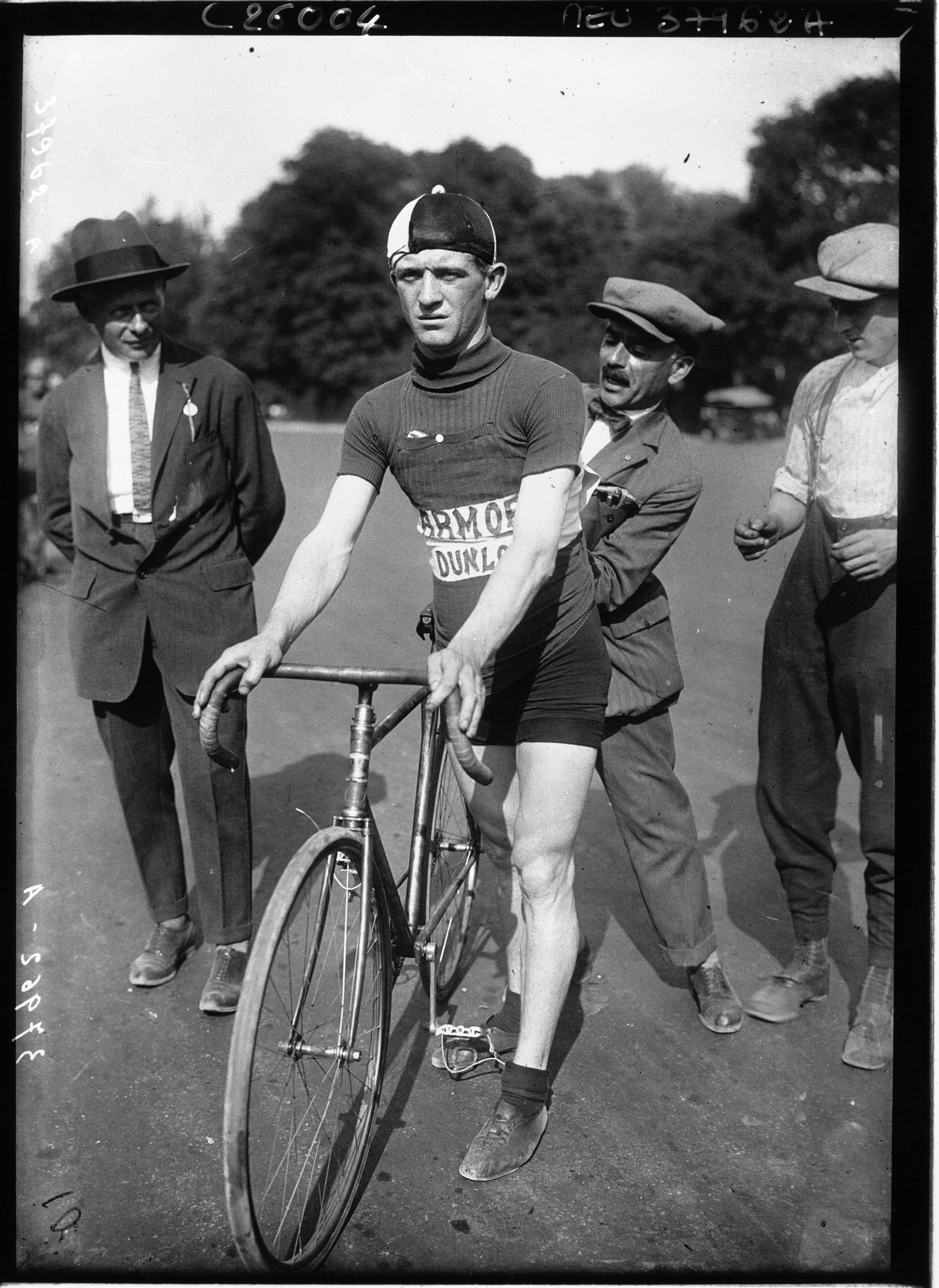
Жюльен Дельбек на гонке 1926 года

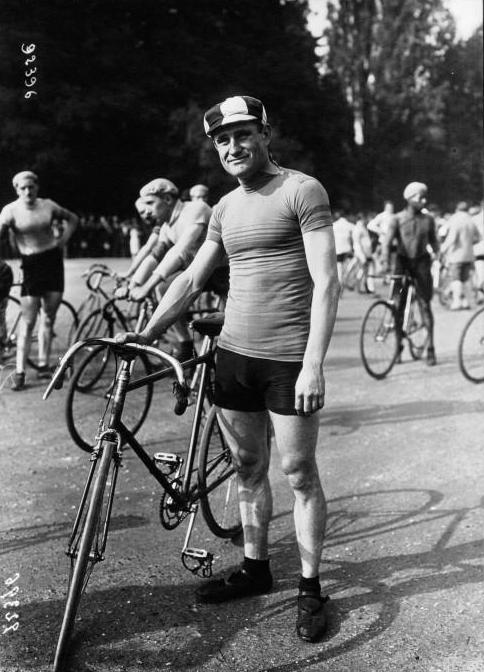
Шарль Дерёйтер на гонке 1921 года

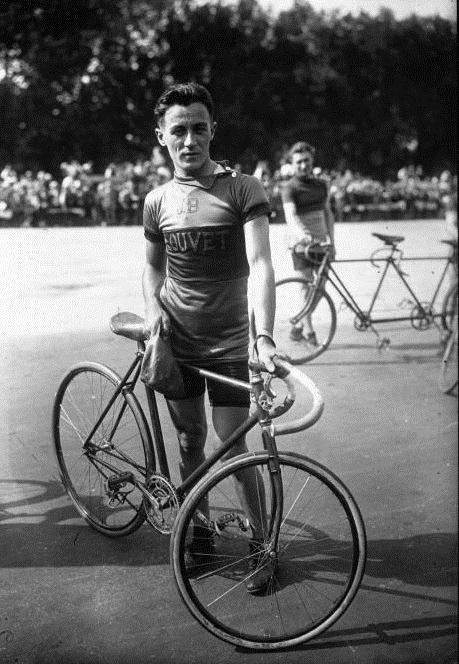
Габриэль Марсийак на гонке 1926 года

| Год                                                  | Победитель            | Второй              | Третий              |
| ---------------------------------------------------- | --------------------- | ------------------- | ------------------- |
| 1921                                                 | Филипп Тис            | Рене Вермандель     | Анри Пелиссье       |
| 1922                                                 | Рене Вермандель       | Жан Алавуан         | Ромен Белленджер    |
| 1923                                                 | Жюль Ван Хевел        | Ромен Белленджер    | Морис Брокко        |
| 1924                                                 | Жюль Ван Хевел        | Хайри Зутер         | Анри Пелиссье       |
| 1925                                                 | Ахилль Сушар          | Гектор Мартин       | Ромен Белленджер    |
| 1926                                                 | Франсис Пелиссье      | Габриэль Марсийак   | Charles Lacquehay   |
| 1927                                                 | Габриэль Марсийак     | Франсис Пелиссье    | Гектор Мартин       |
| 1928                                                 | Charles Lacquehay     | Жерар Дебатс        | Люсьен Шури         |
| 1929                                                 | Жорж Вамбс            | Арман Бланшонне     | Charles Lacquehay   |
| 1930                                                 | Camille Foucaux       | Henri Lemoine       | André Mouton        |
| 1931                                                 | Жан Марешаль          | Henri Lemoine       | Жорж Вамбс          |
| 1932                                                 | Эрнест Терро          | Жорж Вамбс          | Жан Марешаль        |
| 1933                                                 | Шарль Пелиссье        | Ромен Гейсселс      | Эрнест Терро        |
| 1934                                                 | Андре Ледюк           | Шарль Пелиссье      | Жюль Муано          |
| 1935                                                 | Эрнест Терро          | Эдгар Де Калюве     | Ромен Гейсселс      |
| 1936                                                 | Эрнест Терро          | René Debenne        | Морис Ришар         |
| 1937                                                 | Georges Paillard      | Поль Шоке           | Виктор Коссон       |
| 1938                                                 | Геррит Шульте         | René Debenne        | Cesare Moretti Jr.  |
| 1939-1942 не проводилась из-за Второй мировой войной |                       |                     |                     |
| 1943                                                 | Рауль Лесюёр          | Йозеф Сомерс        | Морис Клоутер       |
| 1944-1946 не проводилась Второй мировой войной       |                       |                     |                     |
| 1947                                                 | Эмиль Каррара         | Эмиль Идэ           | Люсьен Тессер       |
| 1948                                                 | Рик Ван Стенберген    | Апо Лазариде        | Луи Капю            |
| 1949                                                 | Луисон Бобе           | Фаусто Коппи        | Вим ван Эст         |
| 1950                                                 | Луисон Бобе           | Стан Окерс          | Робер Варнайо       |
| 1951                                                 | Хуго Коблет           | Рик Ван Стенберген  | Луисон Бобе         |
| 1952                                                 | Рик Ван Стенберген    | Луисон Бобе         | Андре Дарригад      |
| 1953                                                 | Луисон Бобе           | Стан Окерс          | Фердинанд Кюблер    |
| 1954                                                 | Луисон Бобе           | Жак Анкетиль        | Хуго Коблет         |
| 1955                                                 | Рик Ван Стенберген    | Мигель Поблет       | Стан Окерс          |
| 1956                                                 | Бернард Готье         | Рик Ван Стенберген  | Роже Ривьер         |
| 1957                                                 | Рик Ван Стенберген    | Андре Дарригад      | Луисон Бобе         |
| 1958                                                 | Рик Ван Стенберген    | Андре Дарригад      | Рафаэль Джеминиани  |
| 1959                                                 | Жак Анкетиль          | Ноэль Форе          | Жан Бобе            |
| 1960                                                 | Жак Анкетиль          | Андре Дарригад      | Рик Ван Лой         |
| 1961                                                 | Рик Ван Лой           | Рик Ван Стенберген  | Андре Дарригад      |
| 1962                                                 | Руди Альтиг           | Жан Стаблински      | Том Симпсон         |
| 1963                                                 | Жак Анкетиль          | Том Симпсон         | Рик Ван Лой         |
| 1964                                                 | Питер Пост            | Эдвард Селс         | Жак Анкетиль        |
| 1965                                                 | Жак Анкетиль          | Ян Янссен           | Руди Альтиг         |
| 1966                                                 | Гербен Карстенс       | Феличе Джимонди     | Раймон Пулидор      |
| 1967                                                 | Эдди Меркс            | Жак Анкетиль        | Феличе Джимонди     |
| 1968                                                 | Феличе Джимонди       | Раймон Пулидор      | Оле Риттер          |
| 1969                                                 | Вальтер Годефрот      | Раймон Делиль       | Жюльен Стивенс      |
| 1970                                                 | Эдди Меркс            | Херман Ван Спрингел | Люсьен Аймар        |
| 1971 не проводилась                                  |                       |                     |                     |
| 1972                                                 | Раймон Пулидор        | Бернар Тевене       | Вальтер Годефрот    |
| 1973                                                 | Гербен Карстенс       | Феличе Джимонди     | Эдди Меркс          |
| 1974                                                 | Эдди Меркс            | Фредди Мартенс      | Гербен Карстенс     |
| 1975                                                 | Роже Де Вламинк       | Херман Ван Спрингел | Фредди Мартенс      |
| 1976                                                 | Фредди Мартенс        | Эдди Меркс          | Гербен Карстенс     |
| 1977                                                 | Франческо Мозер       | Херман Ван Спрингел | Рональд Де Витте    |
| 1978                                                 | Мишель Лорен          | Ян Рас              | Херман Ван Спрингел |
| 1979                                                 | Йоп Зутемелк          | Даниэль Виллемс     | Бернар Ино          |
| 1980                                                 | Йоп Зутемелк          | Херман Ван Спрингел | Патрик Озот         |
| 1981                                                 | Даниэль Виллемс       | Херман Ван Спрингел | Стивен Роуч         |
| 1982                                                 | Бернар Ино            | Шон Келли           | Ален Бондю          |
| 1983                                                 | Грег Лемонд           | Паскаль Пуассон     | Шон Келли           |
| 1984                                                 | Шон Келли             | Жан-Люк Ванденбрук  | Клод Крикельон      |
| 1985                                                 | Шон Келли             | Эрик Вандерарден    | Клод Крикельон      |
| 1986                                                 | Шон Келли             | Адри ван дер Пул    | Акасио да Силва     |
| 1987                                                 | Шарли Мотте           | Эрик Вандерарден    | Шон Келли           |
| 1988                                                 | Клод Крикельон        | Шон Келли           | Паскаль Пуассон     |
| 1989                                                 | Лоран Финьон          | Шон Келли           | Эрик Кариту         |
| 1990                                                 | Жильбер Дюкло-Лассаль | Шарли Мотте         | Лоран Финьон        |

## Рекорд побед

### Индивидуально
| Побед | Гонщик             | Года                         |
| ----- | ------------------ | ---------------------------- |
| 5     | Рик Ван Стенберген | 1948, 1952, 1955, 1957, 1958 |
| 4     | Луисон Бобе        | 1949, 1950, 1953, 1954       |
| 4     | Жак Анкетиль       | 1959, 1960, 1963, 1965       |
| 3     | Эрнест Терро       | 1932, 1935, 1936             |
| 3     | Эдди Меркс         | 1967, 1970, 1974             |
| 3     | Шон Келли          | 1984, 1985, 1986             |
| 2     | Жюль Ван Хевел     | 1923, 1924                   |
| 2     | Гербен Карстенс    | 1966, 1973                   |
| 2     | Йоп Зутемелк       | 1979, 1980                   |

### По странам
| Побед | Страна    |
| ----- | --------- |
| 32    | Италия    |
| 6     | Бельгия   |
| 2     | Германия  |
| 1     | Казахстан |